# Santo Eduardo (Campos dos Goytacazes)
Santo Eduardo é o 13° distrito do município de Campos dos Goytacazes, Estado do Rio de Janeiro, Brasil. Está localizado a aproximadamente 75 quilômetros da sede municipal, 7 quilômetros do distrito vizinho de Santa Maria de Campos e a 350 quilômetros do Rio de Janeiro.
Criado em 1861, o distrito já foi um dos principais polos agrícolas de Campos, destacando-se pela produção de café. Em 1879, foi inaugurada a estação ferroviária, que recebia tudo o que era produzido na região, que era despachado para a então capital do Brasil, Rio de Janeiro. Com o fim do ciclo do café e início do ciclo do açúcar, foi inaugurada a Usina Santa Maria, em Bom Jesus do Itabapoana, que empregou muitos moradores de Santo Eduardo. 
Em 1960, Santo Eduardo perdeu mais da metade de seu território, com a emancipação administrativa de Santa Maria de Campos. O fechamento da Usina Santa Maria, no início da década de 1990, gerou uma grande crise na região. Atualmente, as principais vocações econômicas do distrito são  a agricultura e o comércio. 
O distrito é formado pelas localidades de Espírito Santinho, Divisa, Garrafão, São Roque, Departamento e Pião, além da sede distrital.   
É cortado pela Linha do Litoral da antiga Estrada de Ferro Leopoldina, que liga o Rio de Janeiro ao Espírito Santo, atualmente concedida ao transporte de cargas pela Ferrovia Centro Atlântica. 